# Черепаха промениста
Черепаха промениста (Astrochelys radiata) — вид черепах з роду Мадагаскарські черепахи родини Суходільні черепахи.

## Опис

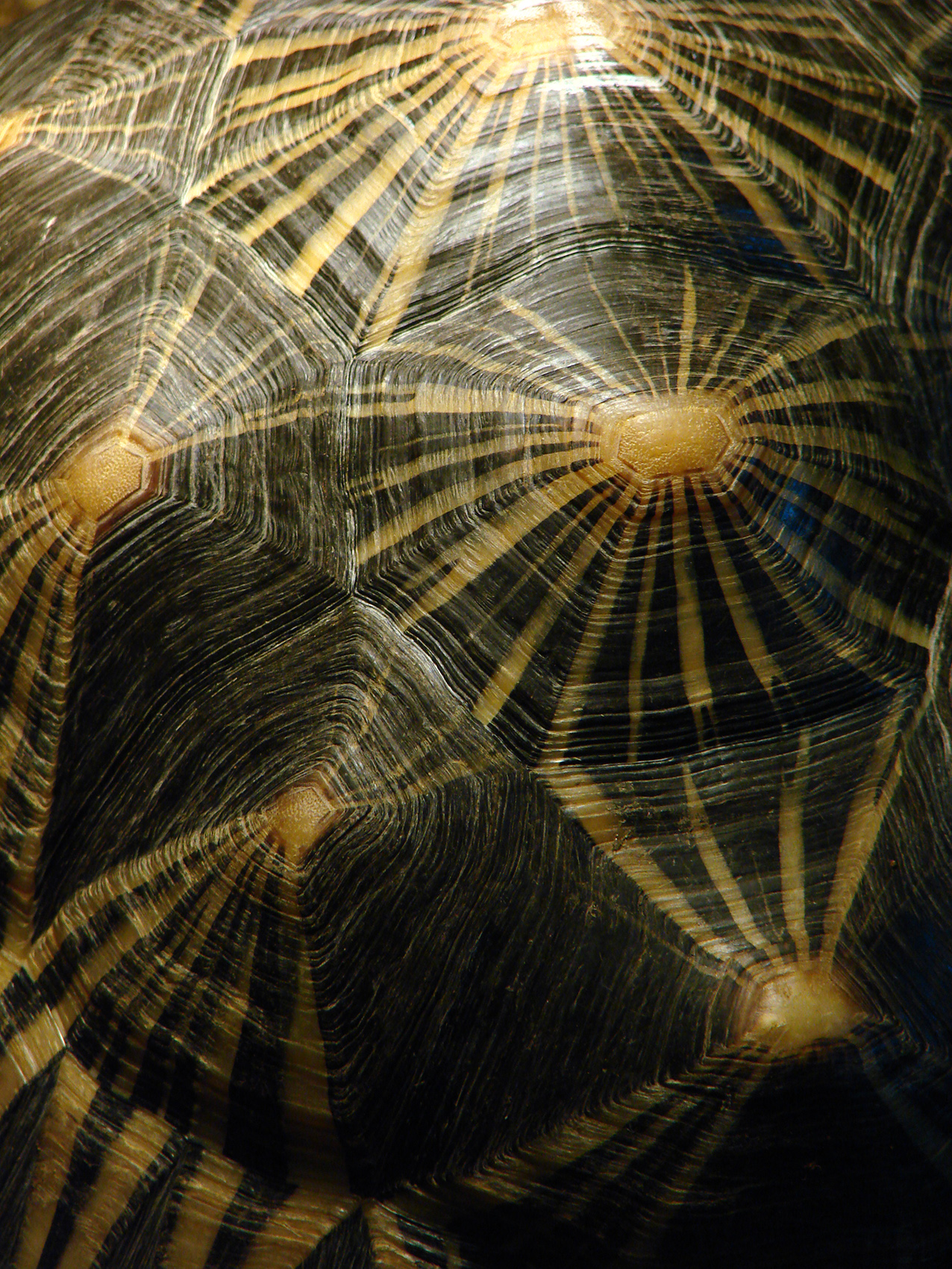
Зірчастий візерунок панцира променистої черепахи

Загальна довжина досягає 42, інколи 50 см. Спостерігається статевий диморфізм: самці більші за самиць. Вага коливається від 13 до 15 кг. Карапакс сильно опуклий. Не має остистого відгалуження у передній частині пластрона. У самців на відміну від самиць пластрон більш увігнутий та довший. Ця черепаха має доволі товстий хвіст.
Панцир чорний, прикрашений яскраво-жовтими променями, які тягнуться з центру або від кута кожного щитка. Від цього забарвлення походить назва черепахи.

## Спосіб життя
Полюбляє тропічні ліси з низькою, але густою рослинністю. Харчуються на 90 % рослинами, фруктами.
Самиця відкладає від 2 до 12 яєць. Інкубаційний період триває від 106 до 130 діб.
Раніше її відловлювали у великій кількості через її смачне м'ясо. Це спричинило значне зменшення ареалу променистої черепахи й занесення її до Червоної Книги.
Вид довгоживучий. Найстарішою променистою черепахою, про яку достеменно відомо, була Ту'і Маліла, яка померла у віці 188 років.

## Розповсюдження
Мешкає на о. Мадагаскар. Останнім часом робляться спроби розводити променисту черепаху на островах Маврикій та Реюньйон. Зазвичай знаходяться у вузькій смузі в межах від 50 до 100 км від берега.